# Faloon Larraguibel
 (octobre 2024).
Si vous disposez d'ouvrages ou d'articles de référence ou si vous connaissez des sites web de qualité traitant du thème abordé ici, merci de compléter l'article en donnant les références utiles à sa vérifiabilité et en les liant à la section « Notes et références ».
Faloon Denisse Larraguibel López (née le 20 février 1989 à Melipilla) est une mannequin, danseuse, actrice et animatrice de télévision chilienne.

## Télévision

### Émissions
- 2003 : Mekano (Mega) : Participante
- 2009-2013 : Yingo (Chilevisión) : Participante
- 2010 : Fiebre de baile (Chilevisión) : Participante
- 2013 : Sin vergüenza (Chilevisión) : Animatrice

### Telenovelas
- 2010 : Don Diablo (Chilevisión) : Gina Plaza
- 2011 : Vampiras (Chilevisión) : Vania Piuchen (coprotagoniste)
- 2012 : Gordis (Chilevisión) : Carrie SimSalabim